# Naočale
Naočale (razgovorno očale; prema tal. occhiali) su pomagalo za ispravljanje nepravilnosti vida ili za zaštitu očiju. Sastoje se od okvira u koji su uložene naočalne optičke leće ili zaštitna stakla. One mogu biti sabirne ili konveksne (plus-leće), za ispravljanje dalekovidnosti i starovidnosti, rastresne ili konkavne (minus-leće), za ispravljanje kratkovidnosti, cilindrične leće, za ispravljanje astigmatizma, prizmatične leće kod škiljenja. Ako u nepravilnosti vida postoji razlika između vida u daljinu i onoga za blizinu, mogu se propisati leće s dva ili više žarišta (bifokalne, multifokalne). Naočalne se leće izrađuju od stakla ili plastike; potonje su lakše, ali podložnije mehaničkim oštećenjima. Naočale služe i kao zaštita očiju od vjetra, prašine, stranih tijela, štetnih plinova, jetkih tekućina, zaraznoga materijala i drugo. Za zaštitu očiju od prejake svjetlosti, ultraljubičastih i infracrvenih zraka koriste se naočale s obojenim staklima. I dioptrijske naočale mogu se zasjeniti metalizacijom ili uporabom fotosenzibilnih stakala, koja mijenjaju jakost (intenzitet) zatamnjenja prema okolnoj svjetlosti.
Naočale su optičke leće koje se postavljaju pred oči da bi se kod slabih očiju postigla potrebna oštrina vida. Kod kratkovidnih očiju slika predmeta koji se nalazi na daljini od 250 milimetara, pada ispred mrežnice. Da bi slika pala na mrežnicu, kratkovidni ljudi primaknu predmet koji gledaju bliže oku, jer što je predmet bliže oku, slika je dalje. Da bi se ta pogreška ispravila, kratkovidni ljudi nose naočari s rastresnim ili konkavnim (udubljenim) lećama. Kod dalekovidnih očiju je obratno, to jest slika predmeta pada iza mrežnice. Ljudi takvih očiju odmaknu pri čitanju knjigu daleko od očiju. Za ispravku takve pogreške služe sabirne ili konveksne (ispupćene) leće.

## Objašnjenje
Naočale su očno pomagalo koje ispravljaju poremećaje vida kao što su kratkovidnost (miopija), dalekovidnost (hiperopija) ili astigmatizam (refrakcijska vidna anomalija, ametropija uvjetovana razlikama u zaobljenosti refraktornih površina, a njezina je posljedica loše fokusiranje slike na mrežnici ) – naočale za vid, zaštitu očiju pri radu – zaštitne naočale ili zaštitu od UV zračenja – sunačane naočale. Moderne naočale izrađene su od raznih tipova kovina ili plastike. Leće su napravljene od stakla ili plastike. Jakost leća u dioptrijama propisuje liječnik oftalmolog. Prije samog izuma naočala ljudi su koristili brušena stakla za korekciju vida. Najpoznatiji primjer iz povijesti je rimski car Neron koji je uz pomoć takvog stakla gledao gladijatorske igre.
Prve naočale izradio je Salvino D'Armate 1284. godine u Italiji.
Naočale se sastoje od okvira koji drži staklo (leću), a nose se ispred očiju, obično za ispravljanje oštrine vida, zaštitu očiju od UV zraka ili drugih štetnih čimbenika.
Moderne naočale su podložene na tipičnim mjestima: nos i krakovi za učvršćivanje oko uški. Povijesne primjerke čine cvikeri, monokli i lornjeta.
Okviri za naočale najčešće se izrađuju od metala ili plastike. Leće su prvotno bile staklene, dok su danas mnoge izrađene od različitih tipova plastike, uključujući CR-39 i polikarbonat. Ovi materijali umanjuju mogućnost loma i lakši su od stakla. Neki plastični materijali imaju bolje optičke karakteristike od stakla, kao što su bolja transmisija vidljivog svjetla i apsorpcija ultraljubičastog svjetla. Neki također imaju bolji indeks loma od većine staklenih leća; to je korisno u izradi korektivnih leća koje se oblikuju kako bi ispravile različite oblike vidnih abnormalnosti, kao što je miopija, omogućavajući upotrebu tanjih leća.
Novije plastične leće, nazvane izon, mogu ispraviti neke aberacije koje se prirodno pojavljuju u prostoru ispred naših očiju. One kreiraju oštriji vid i pomažu kod haloa i mušica koje se uočavaju zbog bliještanja pri noćnoj vožnji. Te probleme također rješava LASIK kirurgija.
Premazi koji daju postojanost na ogrebotine mogu se primijeniti i na većinu plastičnih leća, pružajući im podjednaku otpornost kao i staklenima. Postoje još i hidrofobni premazi, načinjeni da olakšavaju čišćenje, kao i antirefleksni premazi koji reduciraju blještanje, poboljšavaju oštrinu vida noću i čine oči onoga tko nosi naočale izrazitijima.
CR-39 leće su najčešće korištene plastične leće, zbog niske cijene, velike otpornosti na ogrebotine i male transparentnosti za ultraljubičasto i infracrveno zračenje. Polikarbonatne i Trivex leće su najlakše i teško se razmrskaju, tako da najbolje štite od udaraca,  iako optičke karakteristike nisu tako dobre i imaju mali Abbe broj (31).
Nisu sve naočale dizajnirane samo za korekciju vida, nego se nose i radi zaštite, pregleda vizualne informacije (stereoskopija) ili, jednostavno, iz estetskih razloga. Zaštitne naočale štite oči od letećih čestica, jakog svjetla i zračenja. Sunčane naočale omogućavaju bolji vid pri jakom danjem svjetlu, i mogu pružiti zaštitu od oštećenja ultraljubičastim zrakama.

## Povijest naočala

### Počeci
Najranije povijesne zapise o efektu povećavanja slike nalazimo u staroegipatskim hijeroglifima iz 8. stoljeća prije Krista koji su prikazivali jednostavne staklene leće. Najraniji pisani zapis datira iz 1. stoljeća, kada je Seneka Mlađi, učitelj rimskog cara Nerona, napisao: Slova, ma koliko mala i nejasna, ako se gledaju kroz kuglu ili čašu punu vode, postaju jasnija i povećana. Car Neron također je napisao kako je gledao igre gladijatora koristeći smaragd kao korektivnu leću.
Korektivne leće koristio je i Abbas Ibn Firnas u 9. stoljeću, koji je pronašao način da izradi vrlo bistro staklo. Ove naočale nastale su poliranjem i oblikovanjem zaobljenog kamena, koji se koristio za gledanje, i bile su poznate kao kamenje za čitanje. Najraniji dokaz o izumu koji povećava sliku, konveksnoj leći koja prizor čini uvećanim, nalazimo u Knjizi o optici koju je objavio Alhazen 1021. Njezin prijevod na latinski pridonio je izumu naočala u 13. stoljeću u Italiji.
Sunčane naočale, u obliku ravne staklene plohe od zadimljenog kvarca, štitile su oči od bliještanja i koristile su se u Kini u 12. stoljeću ili čak i ranije. Međutim, one nisu imale korektivnu moć.

### Otkriće naočala
Oko 1284. u Italiji, Salvino D'Armate je dobio priznanje za izum prvih nosivih naočala. No, najraniji slikovni dokaz korištenja naočala je portret kardinala Hugh de Provencea koji čita rukopis, a naslikao ga je Tomaso da Modena 1352. godine. Drugi rani primjerak je prikaz naočala pronađen u Sjevernim Alpama, u crkvi u Bad Wildungenu u Njemačkoj 1403.
Postoji mnogo teorija o zaslugama za izum tradicionalnih naočala. Godine 1676., Francesco Redi, profesor na Sveučilištu medicine u Pisi, napisao je kako posjeduje 1289 rukopisa čiji se autori žale da ne bi bili u mogućnosti čitati ili pisati da nije bilo nedavnog izuma naočala. On je također napisao bilješku o propovijedi iz 1305., u kojoj je propovjednik, dominikanski redovnik Fra Giordano da Rivalto primijetio da su naočale bile izumljene prije više od 20 godina, i tvrdio da je osobno upoznao izumitelja. Prema tom dokazu, Redi je zaslugu za ponovni izum naočala pripisao drugom dominikanskom redovniku iz Pise, Fra Alessandru da Spini, jer je izvorni izumitelj to otkriće držao u tajnosti. To pravo je sadržano u njegovoj ostavštini.
Ostale priče, moguće legende, zaslugu za izum naočala pripisuju Rogeru Baconu. Bacon je poznat kao prvi koji je 1262. napisao referencu o karakteristici leća da uvećavaju predmete, iako je to bilo obznanjeno u Alhazenovoj Knjizi o optici iz 1021. Baconova rasprava De iride (Na dugi), koja je napisana dok je Bacon bio učenik Roberta Grossetestea, oko 1235., spominje korištenje leća za čitanje najmanjih slova s iznimnih udaljenosti. I dok točan datum i izumitelj mogu biti zauvijek osporavani, gotovo je sigurno da su naočale izumljene između 1280. i 1300. u Italiji.
Tadašnje naočale imale su konveksne leće koje su mogle ispraviti i hiperopiju (dalekovidnost) i prezbiopiju, koja se obično javlja kao simptom starenja. Vjeruje se da je Nicholas od Cuse otkrio dobrobit konkavnih leća u ispravljanju miopije (kratkovidnosti). Dakako, tek je 1604. Johannes Kepler objavio raspravu o lećama i astronomiji, u kojoj je dao prvo ispravno objašnjenje zašto konveksne i konkavne leće mogu ispraviti prezbiopiju i miopiju.

### Daljnji napredak
Američki znanstvenik Benjamin Franklin, koji je patio i od miopije i prezbiopije, izumio je bifokalne naočale 1784. kako bi izbjegao često mijenjanje dva para naočala. Prve leće za ispravljanje astigmatizma konstruirao je britanski astronom George Airy 1825.
S vremenom je i izrada okvira za naočale napredovala. Prvi primjerci su bili namijenjeni za nošenje u ruci ili za pričvršćivanje na nos (cvikeri). Girolamo Savonarola je predložio da se okviri fiksiraju pomoću trake koja se obavije oko glave, a sve bi dodatno učvrstio šešir. Moderne okvire za naočale, podržane krakovima za učvršćivanje oko uški, unaprijedio je 1727. britanski optičar Edward Scarlett. U početku to unapređenje nije naišlo na veći odjek javnosti te su lornjeta ostala u modi kroz 18. i početak 19. stoljeća.
Početkom 20. stoljeća Moritz von Rohr u tvornici Zeiss (uz pomoć H. Boegeholda i A. Sonnefelda) izradio je Zeiss Punktal, sferične leće s fokusom u jednoj točki, koje su dominirale mnogo godina.
Unatoč rastućoj popularnosti kontaktnih leća i laserske korektivne kirurgije oka, naočale se uobičajeno nose, kao što se i njihova tehnologija poboljšava. Na primjer, danas je moguće kupiti okvire napravljene od posebnog, prilagođavajućeg metala koji se nakon savijanja vraća u prvobitni oblik. Drugi okviri imaju elastične zglobove. Ovi dizajni omogućavaju ugodnije nošenje i pružaju bolju zaštitu od moguće nesreće. Moderni okviri se također često izrađuju od čvrstih, laganih materijala, kao što su primjese titana, koji nisu ranije bili dostupni.

## Tipovi naočala

### Korektivne naočale
Korektivne leće prilagođavaju žarišnu daljinu oku, kako bi ublažile efekt kratkovidnosti (miopija), dalekovidnosti (hiperopija) ili astigmatizma. Starenjem leća gubi elastičnost, što smanjuje sposobnost akomodacije oka i rezultira prezbiopijom (staračka dalekovidnost).
Lomna jakost leće mjeri se dioptrijama (D). Naočale za čitanje imaju raspon jakosti leće od +1.00 do +4.00 dioptrije. Miopija se ispravlja konkavnim ili minus lećama. Leće koje se izrađuju na uputnicu oftalmologa ili optometričara koriste se za izradu naočala, a zatim se dodatno potvrđuje ispravnost posebnim oftalmičkim instrumentom (lensometar).

### Zaštitne naočale
Zaštitne naočale obično su izrađene od plastičnih leća otpornih na lomljenje, kako bi zaštitile oči od letećih čestica. Iako se zaštitne mogu izraditi od različitih materijala, različite otpornosti, standardi određuju da bi na najtanjim dijelovima trebale biti debele najmanje 1 mm, nezavisno o materijalu. Zaštitne naočale razlikuju se po stupnju zaštite kojeg pružaju. Na primjer, one korištene u medicini trebaju zaštititi oči od prskanja krvi, dok one koje se koriste u tvornicama imaju čvršće leće i jači okvir, s dodatnim štitnicima na potpornim mjestima. Leće za zaštitne naočale također mogu imati korektivnu moć.
Američki nacionalni institut za standarde je postavio standard za zaštitne naočale ANSI Z87.1, a slični standardi su postavljeni i drugdje.
OSHA izdaje vodič za korištenje posebnih tipova zaštitnih naočala u posebnim prilikama.
Neke zaštitne naočale su dizajnirane za korištenje preko korektivnih ili sunčanih naočala. One možda pružaju lošiju zaštitu očiju, ali njihova lakoća povećava vjerojatnost da će uopće biti korištene. Korektivne naočale s plastičnim lećama mogu se koristiti umjesto zaštitnih u puno prilika; ovo je jedna od prednosti koju imaju pred kontaktnim lećama.
Postoje također i zaštitne naočale za zavarivače, koje izgledaju kao obavijene sunčane naočale, ali s puno tamnijim lećama, a služe kao dodatna zaštita u situacijama kada se kaciga preko cijele glave ne može nositi zbog neprikladnosti ili neudobnosti. Često se nazivaju svjetleće naočale, jer pružaju zaštitu od bliještanja prilikom varenja.
Zaštitne naočale za radnike su dostupne a lećama u raznim bojama kako bi omogućile vidljivost u različitim svjetlosnim uvjetima, posebno na otvorenom.
Okviri od najlona se obično koriste za zaštitu očiju u sportu, jer su vrlo lagani i fleksibilni. Kada se na njih primijeni sila, oni ne pucaju, već se lagano saviju i nakon toga vrate u prvobitni oblik. S godinama oni postaju lomljivi i manje fleksibilni, pa se teže prilagođavaju.

### Sunčane naočale
Sunčane se naočale prave s lećama koje su propisane na recept ili onima bez recepta, te se zatamnjuju da bi zaštitile od sunčeve svjetlosti i ultraljubičastog zračenja. Naočale s fotoosjetljivim lećama postaju tamnije s povećanjem količine UV zračenja. Nažalost, mnoga vjetrobranska stakla blokiraju prolaz UV zraka, zbog čega su fotoosjetljive leće manje učinkovite za vrijeme vožnje po sunčanom danu. Ipak, korisne su jer uz sunčane ne morate nositi i obične naočale, osobito osobe koje tijekom dana često naizmjence koriste otvorene i zatvorene prostorije. Najnovija tehnologija razvila je posebne fotoosjetljive leće koje funkcioniraju u automobilu kao i izvan njega.
Polarizacija svjetla je osobina koju možete dodati i sunčanim naočalama. Polarizacijski filteri uklanjaju vodoravno polarizirane sunčeve zrake koje mogu uzrokovati odsjaj. Omiljene su među lovcima i ribarima jer omogućuju gledanje u vodu i kada bi se inače vidio odsjaj. Polarizirane sunčane naočale mogu predstavljati problem pilotima jer uklanjaju reflektiranje od vode i drugih površina što koristi za mjerenje nadmorske visine, a mogu biti blokirana i očitanja s instrumenata s tekućim kristalnim monitorom.
Žute leće većinom koriste igrači golfa i strijelci za pojačanje kontrasta i bolju percepciju dubine. Igrači golfa koriste i smeđe leće, ali one uzrokuju iskrivljenje boje. Plave, ružičaste i zelene leće nisu od koristi za poboljšanje vidljivosti i koriste se isključivo u kozmetičke svrhe. Neke sunčane naočale s izmjenjivim lećama imaju dodatne obične leće da bi zaštitile oči za vrijeme slabije svjetlosti ili noćnih aktivnosti te obojene leće s UV zaštitom za vrijeme kada je potrebna zaštita od sunca. Postoje rasprave o tome da li plava i jantarna boja leće pružaju zaštitu.
Sunčane naočale se često nose zbog estetskog učinka ili da bismo sakrili oči. Naočale koje su postale popularne iz tih razloga su primjerice 'lenonke' i 'policajke'.

### 3D naočale
Trodimenzionalna iluzija na dvodimenzionalnoj površini može biti stvorena tako da se svakom oku pruži različita vizualna informacija. Klasične 3D naočale stvaraju trodimenzionalnu iluziju gledanjem posebno pripremljenih slika a imaju jednu crvenu i plavu leću. 3D naočale napravljene od kartona i plastike distribuiraju se na 3D filmovima. Druga vrsta 3D naočala koristi filtere za polarizaciju, s jednom lećom polariziranom okomito, a drugom vodoravno, a slike potrebne za stereo vid polarizirane su na isti način. Polarizirane 3D naočale omogućuju 3D boju, dok crveno-plave leće proizvode mutnu crno-bijelu sliku s crvenim i bijelim obrubima.
Jedna vrsta elektroničkih 3D naočala koristi elektronske zatvarače, dok naočale koje prikazuju virtualnu stvarnost i kacige imaju odvojene video ekrane za svako oko. 3D efekt može biti proizveden korištenjem LCD shutter naočala.

## Inačice
Leće za povećavanje koje se koriste za liječenje blage i staračke dalekovidnosti, poznate i kao naočale za čitanje, mogu biti kupljene i u normalnoj prodaji. Većina naočala je napravljena po individualnom receptu, ovisno o stupnju kratkovidnosti i dalekovidnosti uz koje se može javiti i astigmatizam. Za leće je potreban i poseban recept, iako su u nekim slučajevima dovoljni i uobičajeni recepti svaki kupac leće usklađuje s okvirima po vlastitoj želji.
Kako ljudi stare, smanjena im je mogućnost da se usredotoče te mnogi odlučuju da će koristiti leće s višestrukim fokusom, bifokalne ili trifokalne, čime su se pobrinuli za sve situacije u kojima koriste vid. Tradicionalne multifokalne leće imaju dva ili tri različita vodoravna područja vida, svaki zahtijeva svjestan trud refokusiranja. Neke moderne multifokalne leće, poput progresivnih leća, daju lagan prijelaz između različitih fokusnih točaka, koju većina korisnika ne primjećuje, dok druge naočale imaju leće posebno namijenjene korištenju računalnih monitora na određenoj udaljenosti. Ljudi mogu imati nekoliko pari naočala, svaki za određeni zadatak ili udaljenost, s posebnim naočalama za čitanje, korištenje računala, gledanje televizora i pisanje.

### Naočale bez okvira
Trodijelne naočale bez okvira i poluuokvirene naočale su uobičajene varijante koje se razlikuju od običnih naočala jer njihovi okviri ne okružuju potpuno leće. Trodijelne naočale nemaju okvir oko leća, a most i drške koje završavaju na sljepoočnicama su namještene izravno na leće. Poluuokvirene naočale imaju okvir koji samo polovično okružuje leće (većinom gornji dio). Kada te naočale postaju moderne 1930-ih, leće se stavljaju izravno na prednju stranu okvira. Većina modernih inačica koristi leće koje se stavljaju unutar okvira pomoću snažne najlonske žice, iako su se poluuokvirene naočale koristile već u 1940-ima. Rijetka i nekomercijalna inačica su naočale bez okvira i drški pričvršćene na piercing koji stoji na nosu osobe koja nosi naočale. Takve naočale vizualno izgledaju poput cvikera.

### Ugradnja stakala
Leće su ugrađene na rub okvira pomoću uređaja za ugrađivanje stakala koje koriste oftalmolozi. Proces uokviravanja počinje s uzorkom koji je uzet s oblika oka na okviru. Nekada je trag bio repliciran na plastičnu šablonu (former). Danas je taj proces bez šablone, a uzorak je elektronički poslan u kompjutorizirani stroj za brušenje.
Nedovršena okrugla leća je pravilno namještena da bi odgovarala receptu, pločica je zataknuta za leću i postavlja se u kalotu na uređaju za ugrađivanje leća. Kalota se vrti dok uređaj replicira očni oblik okvira na neobrušenu leću. Koso 'v' rezanje koristi se da bi rub leće pristao u rub okvira.

### Moda
Naočale mogu biti važan dio osobnog stila, počevši od Groucha Marxa i Buddyja Hollyja, pa do ekstravagancije Eltona Johna i Dame Edne Everagea.
Nekim poznatim osobama naočale tvore dio identiteta. Američki senator Barry Goldwater je nastavio nositi naočale s debelim okvirima i nakon što su mu ponuđene odgovarajuće kontaktne leće jer nije bio prepoznatljiv bez svojih etiketiranih naočala. Britanska zvijezda sapunica Anne Kirkbride imala je isti problem; njezin lik u Coronation Streetu, Deirdre Barlow, postao je toliko poznat upravo zbog svojih velikih okvira, te se od nje zahtijevalo da nosi naočale čak i na društvenim okupljanjima i međunarodnim turnejama, iako je Kirkebrideova oduvijek nosila kontaktne leće. Komediograf Drew Carey nastavio je nositi naočale iz istog razloga, iako je napravio lasersku korekciju vida. Britanski glumac u komedijama Eric Sykes, koji je postao gotovo potpuno gluh kada je odrastao, nosi naočale bez leća, one se zapravo koriste u svrhu poboljšanja sluha. Masaharu Morimoto nosi naočale da bi odvojio svoju poslovnu ličnost šefa od kazališne ličnosti željeznog japanskog šefa. John Lennon je nosio svoje Windsorice od vremena u Beatlesima pa do svog ubojstva 1980. Rock sastav Weezer je poznat po tome što neki od članova nose naočale s veoma debelim okvirima.

### "Apple naočale"Stevea Wozniaka
U modernoj kulturi naočale su jedina potrebna krinka iza koje se Superman i Wonderwoman mogu sakriti kao alter ego Clark Kent i Diana Prince. Primjer halo efekta postoji i u stereotipu da su oni koji nose naočale inteligentniji ili, osobito u tinejdžerskoj kulturi, štreberi. Neki ljudi koji misle da se nošenje naočala može činiti štreberskim počnu koristiti kontaktne leće ili naprave lasersku operaciju vida, osobito pod utjecajem vršnjaka.
Drugi, manje popularan aspekt naočala je njihova neprikladnost. Čak i nakon stvaranja lakših okvira, poput onih od titanija koji su veoma fleksibilni, i novih materijala za leće i optičkih prekrivača, naočale mogu i dalje uzrokovati probleme u nekim vrstama sportova. Leće mogu postati masne ili se zamagliti pri jedenju vruće hrane, plivanju, hodanju po kiši ili naglim promjenama temperature (poput ulaska u toplu zgradu iz hladne temperature izvana), značajno smanjujući vidljivost. Grebanje, oštećenje ili lom leće zahtijeva popravak koji oduzima vrijeme i novac, iako su moderne plastične leće gotovo neuništive i veoma otporne na ogrebotine.
Suosnivač Applea, Steve Wozniak, nosio je naočale napravljene od leća s veoma poznatim Apple logom. Leće su napravljene od akrila, stanjene u slojeve u uobičajenim duginim bojama i strojno oblikovane u prikladan izgled, s okvirom u željenom obliku. Napravio ih je optičar iz Silikonske doline.

## Redistribucija
Neke organizacije, poput Lions Clubs International-a i White For Sight doniraju naočale i sunčane naočale. White For Sight je donirao više od 200.000 pari naočala.

## Galerija
- Naočale iz 1403. godine
- Naočale iz 1466. godine
- Naočale iz 16. stoljeća
- Moderne dioptrijske naočale
- Moderne dioptrijske naočale
- Moderne dioptrijske naočale sa zatamnjenim i običnim lećama
- Sunčane naočale

## Poveznice
- Zaštitne naočale